# تل بن طلاق (بشیر)
تل بن طلاق (بشیر) مربوط به دوران پیش از تاریخ ایران باستان - است و در شهرستان نورآباد ممنسی، بخش فهلیان، روستای جنجال واقع شده و این اثر در تاریخ ۲۵ اسفند ۱۳۷۹ با شمارهٔ ثبت ۳۲۷۷ به‌عنوان یکی از آثار ملی ایران به ثبت رسیده است.